# Arthur Lee, 1:e viscount Lee av Fareham

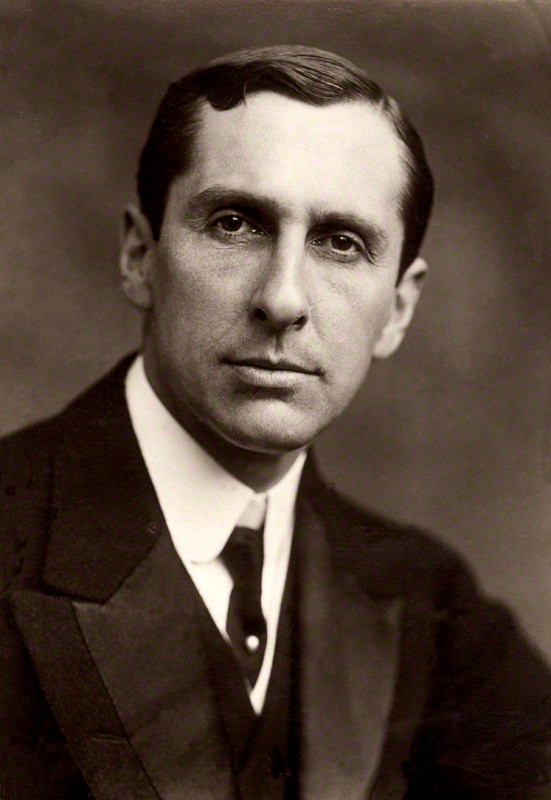
Arthur Lee, 1:e viscount Lee of Fareham.

Arthur Hamilton Lee, från 1922 1:e viscount Lee of Fareham, född 8 november 1868, död 21 juli 1947, var en brittisk militär och politiker.
Lee var artilleriofficer, attaché och krigskorrespondent i Kanada, USA respektive Mellanamerika 1893-1900, var 1900-18 konservativ ledamot av underhuset och 1917-18 chef för livsmedelsförsörjningen. 1919-21 var han minister för jordbruk och fiske, 1921-22 1:e amiralitetslord och delegerad vid avrustningskonferensen i Washington, 1923-24.